# Шахтар (Сніжне)
«Шахтар» — радянський та український футбольний клуб зі Сніжного (Донецька область).

## Історія
Футбольний клуб «Шахтар» було засновано в місті Сніжне в XX столітті, представляв місцеву вугільну шахту. Команда виступала в чемпіонаті та кубку Донецької області.
Після отримання Україною незалежності виступав в аматорському чемпіонаті України. У сезоні 1992/93 років посів 3-є місце в 5-й групі. Наступного сезону посів 4-е місце в 4-й групі, а в сезоні 1994/95 років посів 11-е місце в 4-й групі. Потім продовжував виступи в розіграшах чемпіонату та кубку області, допоки не був розформований.

## Досягнення
- Аматорський чемпіонат України (5-а група)
  -  Бронзовий призер (1): 1992/93

- Чемпіонат Донецької області
  -  Чемпіон (2): 1970, 1988
  -  Бронзовий призер (2): 1972, 1992

## Відомі гравці
- / Сергій Акименко
- Ігор Братчиков
- / Сергій Золотницький
- / Сергій Кравченко
- / Роман Пилипчук
- / Сергій Попович
- / Анатолій Раденко
- / Ігор Симонов
- / Олександр Штурлак